# Тіггі Легг-Бурк
Олександра Шан «Тіггі» Петтіфер (англ. Alexandra Shân "Tiggy" Pettifer, при народженні Легг-Бурк; народилася 1 квітня 1965, Брекнокшир, Уельс) — колишня британська няня, компаньйонка принца Вільяма та принца Гаррі. Була особистим помічником Карла III (на той час принца Уельського ) з 1993 до 1999 року.

## Життєпис
Тіггі— дочка Вільяма Легг-Бурка (1939—2009), який служив у Королівській кінній гвардії. Після отримання ступеня в коледжі Магдалини в Кембриджі її батько став торговим банкіром у Kleinwort Benson та був заступником лейтенанта Powys з 1997 року до своєї смерті . Мати Легг-Бурк, дама Шан Легг-Бурк (нар. в 1943 році), була єдиною дитиною Вілфреда Бейлі, 3-го барона Глануска (1891—1948), солдата, який став полковником Гренадерської гвардії, а також служив лордом-лейтенантом Брекнокшира.
Дід Тіггі Легг-Бурк по батьковій лінії, сер Гаррі Легг-Бурк (1914—1973), був членом парламенту острова Ілай з 1945 до 1973 року та головою Комітету консерваторів задньої лави в 1922 році. Його смерть у 1973 році призвела до додаткових виборів, на яких переміг ліберал Клемент Фрейд .
Тіггі є двоюрідною сестрою керівника зв'язків з громадськістю Елеонор Легг-Бурк.
У 1994 році повідомлялося, що Легг-Бурк любить риболовлю нахлистом і довгі прогулянки по країні.
У Легг-Бурк є сестра і брат — Зара і Гаррі. У 1985 році Зара (нар. 1966) вийшла заміж за капітана Річарда Гросвенора Планкетт-Ернле-Ерле-Дракса, відомого як Річард Дракс.
Брат Легг-Бурк Гаррі, 1972 року нар., був почесним пажем королеви Єлизавети II між 1985 і 1987 роками та став офіцером Валлійської гвардії .
У 1966 році бабуся Легг-Бурк Маргарет Гленуск, яка овдовіла в 1948 році, вдруге вийшла заміж за Вільяма Сідні, 1-го віконта де Л'Іль VC KG, який був генерал-губернатором Австралії з 1961 по 1965 рік. Таким чином він став вітчимом дітей Легг-Бурк до своєї смерті в 1991 році.

## Кар'єра
Після закінчення школи Легг-Бурк пройшла курс підготовки вихователів дитячих садочків у Центрі Святого Миколая Монтессорі в Лондоні. Потім вона рік викладала в Белхемі, а пізніше заснувала власний дитячий садок у Баттерсі, який називався «місіс Тіггівінкл».
У 1993 році, незабаром після того, як Чарльз, принц Уельський, і його дружина, Діана, принцеса Уельська, розлучилися, Чарльз найняв Легг-Бурк як няню для своїх двох синів. Як королівська няня, вона незабаром з'явилася в заголовках газет.
Потрапила у епіцентр скандалу висловившись про ставлення принцеси Уельської до своїх синів: «Я даю їм те, що їм потрібно на цьому етапі: свіже повітря, рушницю та коня. Вона дає їм тенісну ракетку та відро попкорну в кіно».
Вона часто їздила з принцами на свята. У 1996 році, у віці тринадцяти років, принц Вільям, уникаючи важкого вибору, попросив обох своїх батьків не відвідувати святкування під час навчання в Ітоні. Однак, як повідомляється, вони обидва були здивовані, коли Вільям запросив Легг-Бурк на святкування замість них.
На початку 1997 року Тіггі вийшла у відставку, але повернулася до королівського палацу лише через кілька місяців. 18 липня 1997 року, перебуваючи на службі у Чарльза, вона відвідала вечірку з нагоди п'ятдесятиріччя, яке він влаштував для Камілли Паркер Боулз у Глостерширі.
Вона допомагала втішати принців після смерті їх матері в дорожньо-транспортній пригоді в Парижі 31 серпня 1997 року.
Легг-Бурк остаточно пішла у відставку зі служби у принца Уельського, коли вийшла заміж у жовтні 1999 року
.

## Шлюб і діти
У жовтні 1999 року вона вийшла заміж за Чарльза Петтіфера, колишнього офіцера гвардії Колдстрім, у якого було двоє синів від попереднього шлюбу. Вона підкреслено не запросила Каміллу Паркер Боулз на своє весілля, очевидно, тому що Камілла була ворогом і колись назвала Легг-Бурк «найнятою помічницею» Принци Вільям і Гаррі були присутні на весіллі.
Легг-Бурк і Петтіфер мали короткий роман, коли вони були підлітками в школі в 1980-х роках (вона в Гітфілді, він в Ітоні). Вони залишалися друзями, поки Петтіфер був одружений з Каміллою Вятт, а Легг-Бурк була хрещеною матір'ю одного з його синів.
Тіггі та Чарльз Петтіфер були двома зі ста п'ятдесяти гостей, запрошених на шістдесятиріччя Камілли 21 липня 2007 року. Тіггі та Петтіфер також відвідали службу подяки з нагоди шістдесятої річниці весілля королеви Єлизавети II і герцога Единбурзького у Вестмінстерському абатстві 19 листопада 2007 року.